# Seznam členů Basketball Hall of Fame
Toto je seznam členů basketbalové síně slávy – Basketball Hall of Fame.

## A
- Kareem Abdul-Jabbar, hráč
- Forrest „Phog“ Allen, trenér
- W. Harold Anderson, trenér
- Nate „Tiny“ Archibald, hráč
- Paul Arizin, hráč
- Arnold „Red“ Auerbach, trenér
- Geno Auriemma, trenér

## B
- Charles Barkley, hráč
- Thomas B. Barlow, hráč
- Leon Barmore, trenér
- Justin M. „Sam“ Barry, trenér
- Richard F. Barry, hráč
- Elgin Baylor, hráč
- John Beckman, hráč
- Clair Bee, přispívající
- Walter Bellamy, hráč
- Sergej Bělov, hráč
- Senda Berenson Abbott, přispívající
- Danny Biasone, přispívající
- David Bing, hráč
- Larry J. Bird, hráč
- Carol Blazejowski, hráč
- Ernest A. Blood, trenér
- Jim Boeheim, trenér
- Bernard Borgmann, hráč
- William W. Bradley, hráč
- Joseph R. Brennan, hráč
- Hubert J. Brown, přispívající
- Larry Brown, trenér
- Walter A. Brown, přispívající
- Buffalo Germans, tým
- John W. Bunn, přispívající
- Jerry Buss, přispívající

## C
- James A. Calhoun, trenér
- Howard G. Cann, trenér
- Henry Clifford Carlson, trenér
- Lou Carnesecca, trenér
- Bernard L. Carnevale, trenér
- Pete Carril, trenér
- Everett N. Case, trenér
- Original Celtics, tým
- Alfred N. Cervi, hráč
- Wilton N. Chamberlain, hráč
- Van Chancellor, trenér
- John Chaney, trenér
- Jerry Colangelo, přispívající
- Jody Conradt, trenér
- Charles T. Cooper, hráč
- Cynthia Cooper-Dyke, hráčka
- Krešimir Ćosić, hráč
- Bob Cousy, hráč
- Dave Cowens, hráč
- Joan Crawford, hráč
- Denny Crum, trenér
- William J. Cunningham, hráč
- Denise Curry, hráč

## D
- Dražen Dalipagić, hráč
- Chuck Daly, trenér
- Adrian Dantley, hráč
- William Davidson, přispívající
- Robert E. Davies, hráč
- Everett S. Dean, trenér
- Forrest S. DeBernardi, hráč
- Dave DeBusschere, hráč
- Henry G. „Dutch“ Dehnert, hráč
- Antonio Diaz-Miguel, trenér
- Edgar A. Diddle, trenér
- Vlade Divac, hráč
- Anne Donovan, hráč
- Robert L. Douglas, přispívající
- Bruce Drake, trenér
- Dream Team, tým
- Clyde Drexler, hráč
- Alva O. Duer, přispívající
- Joe Dumars, hráč

## E
- Teresa Edwards, hráč
- Wayne Embry, přispívající
- Paul Endacott, hráč
- Alex English, hráč
- James E. Enright, rozhodčí
- Julius Erving, hráč
- Patrick Ewing, hráč

## F
- Clifford B. Fagan, přispívající
- Pedro Ferrándiz, trenér
- The First Team, tým
- Harry A. Fisher, přispívající
- Larry Fleisher, přispívající
- Harold E. Foster, hráč
- Walt Frazier, hráč
- Max Friedman, hráč
- Joseph F. Fulks, hráč

## G
- Clarence E. Gaines, trenér
- Lauren Gale, hráč
- Harry J. Gallatin, hráč
- Sandro Gamba, trenér
- James H. „Jack“ Gardner, trenér
- William „Pop“ Gates, hráč
- David Gavitt, přispívající
- George Gervin, hráč
- Amory T. Gill, trenér
- Artis Gilmore, hráč
- Tom Gola, hráč
- Aleksandr Gomelsky, trenér
- Gail Goodrich, hráč
- Edward Gottlieb, přispívající
- Harold E. „Hal“ Greer, hráč
- Robert F. Gruenig, hráč
- Doctor Luther Gulick, přispívající
- Sue Gunter, trenér

## H
- Clifford O. Hagan, hráč
- Alex Hannum, trenér
- Victor A. Hanson, hráč
- Harlem Globetrotters, tým
- Lester Harrison, přispívající
- Marv K. Harshman, trenér
- Don Haskins, trenér
- John Havlicek, hráč
- Connie Hawkins, hráč
- Elvin Hayes, hráč
- Marques Haynes, hráč
- Chick Hearn, přispívající
- Tommy Heinsohn, hráč
- George T. Hepbron, rozhodčí
- Ferenc Hepp, přispívající
- Edgar S. Hickey, trenér
- Edward J. Hickox, přispívající
- Paul D. Hinkle, přispívající
- Howard A. Hobson, trenér
- Nat Holman, hráč
- William „Red“ Holzman, trenér
- Hortência, hráč
- Robert J. Houbregs, hráč
- Bailey Howell, hráč
- George H. Hoyt, rozhodčí
- Robert F. „Bob“ Hurley, Sr., trenér
- Charles D. Hyatt, hráč

## I
- Hank Iba, trenér
- Edward S. „Ned“ Irish, přispívající
- Dan Issel, hráč

## J
- Phil Jackson, trenér
- Harry „Buddy“ Jeannette, hráč
- Dennis Johnson, hráč
- Gus Johnson, hráč
- Donald Neil Johnston, hráč
- Earvin „Magic“ Johnson, Jr., hráč
- William C. Johnson, hráč
- K.C. Jones, hráč
- R. William Jones, přispívající
- Sam Jones, hráč
- Michael Jordan, hráč
- Alvin F. Julian, trenér

## K
- Frank W. Keaney, trenér
- J. Walter Kennedy, přispívající
- Matthew P. Kennedy, rozhodčí
- George E. Keogan, trenér
- Robert M. Knight, trenér
- Edward W. Krause, hráč
- Michael W. Krzyzewski, trenér
- John Kundla, trenér
- Robert A. Kurland, hráč

## L
- Ward L. Lambert, trenér
- Bob Lanier, hráč
- Joe Lapchick, hráč
- Lloyd R. Leith, rozhodčí
- Meadowlark Lemon, přispívající
- Nancy Lieberman, hráč
- Emil S. Liston, přispívající
- Harry Litwack, trenér
- Earl Lloyd, přispívající
- Kenneth D. Loeffler, trenér
- Arthur C. „Dutch“ Lonborg, trenér
- Clyde E. Lovellette, hráč
- Jerry Lucas, hráč
- Angelo „Hank“ Luisetti, hráč

## M
- Edward C. Macauley, hráč
- Ubiratan Pereira Maciel, hráč
- Herb Magee, trenér
- Karl Malone, hráč
- Moses E. Malone, hráč
- Peter P. Maravich, hráč
- Slater Martin, hráč
- Robert McAdoo, hráč
- Branch McCracken, hráč
- Jack McCracken, hráč
- Arad A. McCutchan, trenér
- Robert McDermott, hráč
- Alfred J. McGuire, trenér
- Frank J. McGuire, trenér
- Richard S. McGuire, hráč
- Kevin McHale, hráč
- John B. McLendon, Jr., trenér
- Walter E. Meanwell, M.D., trenér
- Dino Meneghin, hráč
- Raymond J. Meyer, trenér
- Ann Meyers, hráč
- Zigmund „Red“ Mihalik, rozhodčí
- George Mikan, hráč
- Vern Mikkelsen, hráč
- Cheryl Miller, hráč
- Ralph H. Miller, trenér
- William G. Mokray, přispívající
- Earl Monroe, hráč
- Billie Moore, trenér
- Ralph Morgan, přispívající
- Frank Morgenweck, přispívající
- Chris Mullin, hráč
- Calvin Murphy, hráč
- Charles C. Murphy, hráč

## N
- Dr. James Naismith, přispívající
- New York Rens, tým
- Peter F. Newell, trenér
- Charles Newton, přispívající
- Aleksandar Nikolić, trenér
- Mirko Novosel, trenér
- John P. Nucatola, rozhodčí

## O
- John J. O'Brien, přispívající
- Lawrence F. O'Brien, přispívající
- Hakeem Olajuwon, hráč
- Harold G. Olsen, přispívající
- Lute Olson, trenér

## P
- Harlan O. Page, hráč
- Robert Parish, hráč
- Dražen Petrović, hráč
- Bob Pettit, hráč
- Andy Phillip, hráč
- Scottie Pippen, hráč
- Maurice Podoloff, přispívající
- James C. Pollard, hráč
- Henry V. Porter, přispívající

## Q
- Ernest C. Quigley, rozhodčí

## R
- Jack Ramsay, trenér
- Frank V. Ramsey, Jr., hráč
- Willis Reed, hráč
- William A. Reid, přispívající
- Pat Riley, trenér
- Elmer H. Ripley, přispívající
- Arnold (Arnie) Risen, hráč
- Oscar Robertson, hráč
- David Robinson, hráč
- Dennis Rodman, hráč
- John S. Roosma, hráč
- Cesare Rubini, trenér
- Marvin „Mendy“ Rudolph, rozhodčí
- Adolph F. Rupp, trenér
- Cathy Rush, trenér
- John D. „Honey“ Russell, hráč
- William F. Russell, hráč

## S
- Arvydas Sabonis, hráč
- Leonard D. Sachs, trenér
- Lynn W. St. John, přispívající
- Tom „Satch“ Sanders, přispívající
- Abe Saperstein, přispívající
- Arthur A. Schabinger, přispívající
- Dolph Schayes, hráč
- Ernest J. Schmidt, hráč
- John J. Schommer, hráč
- Barney Sedran, hráč
- Uljana Semjonovová, hráčka
- Bill Sharman, hráč a trenér
- Everett F. Shelton, trenér
- J. Dallas Shirley, rozhodčí
- Jerry Sloan, trenér
- Dean E. Smith, trenér
- Amos Alonzo Stagg, přispívající
- Borislav Stanković, přispívající
- Christian Steinmetz, hráč
- Edward S. Steitz, přispívající
- John Stockton, hráč
- Maurice Stokes, hráč
- C. Vivian Stringer, trenér
- Earl Strom, rozhodčí
- Pat Summitt, trenér

## T
- Reece „Goose“ Tatum, hráč
- Charles H. Taylor, přispívající
- Fred R. Taylor, trenér
- Bertha F. Teague, přispívající
- Texas Western, tým (en)
- Isiah L. Thomas III, hráč
- David Thompson, hráč
- John Thompson, Jr., trenér
- John „Cat“ Thompson, hráč
- Nate Thurmond, hráč
- David Tobey, rozhodčí
- Oswald Tower, přispívající
- Arthur L. Trester, přispívající
- Jack K. Twyman, hráč

## U
- Westley S. Unseld, hráč

## V
- Tara VanDerveer, trenér
- Robert P. Vandivier, hráč
- Dick Vitale, přispívající

## W
- Edward A. Wachter, hráč
- L. Margaret Wade, trenér
- David H. Walsh, rozhodčí
- William T. Walton III, hráč
- Robert Wanzer, hráč
- Stanley H. Watts, trenér
- Teresa Weatherspoonová, hráčka
- W. R. Clifford Wells, přispívající
- Jerry West, hráč
- Paul Westphal, hráč
- Nera D. White, hráč
- Louis G. Wilke, přispívající
- Lenny Wilkens, hráč a trenér
- Dominique Wilkins, hráč
- Roy Williams, trenér
- Fred „Tex“ Winter, trenér
- Lynette Woodard, hráč
- Morgan Wootten, trenér
- John Wooden, hráč a trenér
- Phil Woolpert, trenér
- James Worthy, hráč

## Y
- George Yardley, hráč
- Kay Yow, trenér

## Z
- Fred Zollner, přispívající